# Владимировский (Ростовская область)
Влади́мировский — хутор в Зимовниковском районе Ростовской области.
Входит в состав Глубочанского сельского поселения.

## Население
| 2002 |
| ---- |
| 160  |

| 2010 |
| ---- |
| 126  |

## Улицы
На хуторе имеется одна улица: Луговая.